# 752년

## 연호
- 당(唐) 천보(天寶) 11재
- 일본(日本) 덴표쇼호(天平勝宝) 4년

## 기년
- 당(唐) 현종(玄宗) 41년
- 신라(新羅) 경덕왕(景德王) 11년
- 발해(渤海) 문왕(文王) 16년

## 사건
- 5월 26일(음력 윤3월 22일) - 신라의 왕자 한아찬(韓阿湌) 김태렴(金泰廉) 등 700여 명을 일본에 파견함.